# 村田町立村田第一中学校
村田町立村田第一中学校（むらたちょうりつ むらただいいちちゅうがっこう）は、宮城県柴田郡村田町にある公立中学校。

## 学区
- 村田町立村田小学校学区[2]

## 沿革
- 1947年（昭和22年）4月1日 - 開校[3]。

## 教育目標
- 気高く　やさしく　たくましく[3]

## 所在地
- 宮城県柴田郡村田町大字村田字七小路92番地

## 著名な出身者
- 真壁賢守（元社会人野球選手）